# 茛密早熟禾
茛密早熟禾（学名：Poa gammieana）为禾本科早熟禾属下的一个种。